# Regis Henri Post
Regis Henri Post (ur. 1870, zm. 1944) – amerykański polityk, w latach 1907–1909 gubernator Portoryko, znajdującego się wówczas pod administracją kolonialną Stanów Zjednoczonych.

## Życiorys
Sprawował urząd gubernatora Portoryko od 18 kwietnia 1907, kiedy to zastąpił na stanowisku Beekman Winthrop, przez trzydzieści miesięcy, do 6 listopada 1909. Jego następcą został George Radcliffe Colton.